# Ludwik Piechoczek
Ludwik Zygmunt Piechoczek (ur. 13 kwietnia 1889 w Jastrzębiu Górnym, zm. 8 stycznia 1941 w Auschwitz-Birkenau) – polski działacz niepodległościowy i plebiscytowy, polityk, powstaniec śląski, kawaler Orderu Virtuti Militari, poseł na Sejm IV kadencji w II RP z ramienia Bezpartyjnego Bloku Współpracy z Rządem oraz na Sejm Śląski II i III kadencji.

## Życiorys
Urodził się 13 kwietnia 1889 w Jastrzębiu Górnym, w rodzinie Jana i Jadwigi z Tymanów. Po ukończeniu ośmiu klas szkoły ludowej pracował jako dozorca w kopalni Donnersmarck w Chwałowicach, udzielając się jednocześnie w organizacjach kulturalno-oświatowych. Należał do ruchu „Eleusis”, do którego został wciągnięty przez Maksymiliana Basistę. W latach 1911–1913 odbył służbę wojskową w armii niemieckiej, w pułku grenadierów Gwardii w Berlinie.
W 1914 został zmobilizowany do tego samego pułku. W jego szeregach walczył na froncie zachodnim I wojny światowej m.in. nad Marną i Sommą. Ciężko ranny w prawą nogę. W listopadzie 1917 został zwolniony z wojska jako niezdolny do służby. Po zakończeniu wojny współuczestniczył w tworzeniu struktur Polskiej Organizacji Wojskowej Górnego Śląska w powiecie rybnickim i pełnił funkcję komendanta powiatowego. Uczestniczył w trzech powstaniach śląskich. W dwóch pierwszych pełnił funkcję dowódcy II batalionu 2 pułku strzelców rybnickich, natomiast w III powstaniu był w dowództwie Grupy „Południe”. Szczególnie zasłużył się w bitwie pod Olzą, w czasie której zorganizował rozproszone jednostki powstańcze i poprowadził je do zwycięskiego kontrataku. 17 maja 1921 został mianowany podporucznikiem w piechocie. W okresie plebiscytu brał czynny udział w kampanii plebiscytowej oraz organizował wiece narodowe. Pełnił także funkcję zastępcy komisarza plebiscytowego, a po trzecim powstaniu został przewodniczącym komisji ds. likwidacyjnych trzeciego powstania na okręg rybnicki.
W 1924 został prezesem Zarządu Powiatowego Związku Powstańców Śląskich i piastował to stanowisko aż do 1939. Był także przewodniczącym Rady Okręgowej Związku Związków Zawodowych w Katowicach oraz wiceprzewodniczącym Zarządu Głównego Związku Zawodowego Robotników Przemysłu Górniczego. Był posłem II i III kadencji Sejmu Śląskiego, a w latach 1935–1938 posłem na Sejm Rzeczypospolitej IV kadencji. Związany z Narodowo-Chrześcijańskim Stronnictwem Pracy i Obozem Zjednoczenia Narodowego. W 1934 wydał w Rybniku broszurę pt. „Powiat rybnicki w czasie powstań śląskich”. Przed wybuchem II wojny światowej, współpracował z Wojskiem Polskim i Strażą Graniczną nad zorganizowaniem Obrony Narodowej w powiecie rybnickim i wodzisławskim, a także kierował manifestacją antyhitlerowską.
W dniu wybuchu wojny udał się na wschód, skąd powrócił późną jesienią, zatrzymując się u siostry w Jastrzębiu. Tam też 22 października 1940 został zatrzymany przez Gestapo i przewieziony do aresztu w Rybniku, a stamtąd 8 grudnia 1940 do Auschwitz-Birkenau, gdzie zginął 8 stycznia 1941.
W 1918 ożenił się z Jadwigą z domu Mur, z którą miał troje dzieci: Wandę zamężną Marchut (ur. 13 maja 1919), Jolantę zamężną Holeczek (ur. 1920) i Stanisława (1921–1943).
W lipcu 2004 Prezydium Sejmu RP IV kadencji podjęło inicjatywę uczczenia pamięci posłów na Sejm – ofiar II wojny i okupacji poprzez umieszczenie w głównym hallu gmachu sejmowego tablicy pamiątkowej z nazwiskami oraz datą i miejscem śmierci. Znajduje się na niej także nazwisko Ludwika Piechoczka.
Pod koniec 2022 część Al. Piłsudskiego w Jastrzębiu-Zdroju przemianowano na Al. Ludwika Piechoczka ze względu na nowo powstałe rondo w ciągu tej ulicy.

## Ordery i odznaczenia
- Krzyż Srebrny Orderu Wojskowego Virtuti Militari nr 7879[1] – 27 czerwca 1922[12]
- Krzyż Niepodległości – 6 czerwca 1931 „za pracę w dziele odzyskania niepodległości”[13]
- Krzyż Oficerski Orderu Odrodzenia Polski – 27 listopada 1929 „za zasługi około przyłączenia Górnego Śląska do Państwa Polskiego”[14][15]
- Złoty Krzyż Zasługi[15]
- Srebrny Krzyż Zasługi nr 1881 – 11 stycznia 1928 „za zasługi dla sprawy przyłączenia Górnego Śląska do Państwa Polskiego”[16][15]
- Krzyż na Śląskiej Wstędze Waleczności i Zasługi[15][2]